# Lista över fornlämningar i Gotlands kommun (Ganthem)
Lista över fornlämningar i Gotlands kommun (Ganthem) är en förteckning av ett urval av de fornlämningar som finns i Ganthem i Gotlands kommun.
| Namn            | Lämningstyp                      | Tillkomsttid | Historisk indelning | Plats | Läge                 | ID-nr          | Bild                                      |
| --------------- | -------------------------------- | ------------ | ------------------- | ----- | -------------------- | -------------- | ----------------------------------------- |
| Ganthem 1:1     | Gravfält                         |              | Ganthem, Gotland    |       | 57.527661, 18.598607 | 10092200010001 | Ladda upp en bild av detta fornminne      |
| Ganthem 2:1     | Gravfält                         |              | Ganthem, Gotland    |       | 57.528841, 18.599392 | 10092200020001 | Ladda upp en bild av detta fornminne      |
| Ganthem 3:1     | Stensättning                     |              | Ganthem, Gotland    |       | 57.526555, 18.597040 | 10092200030001 | Ladda upp en bild av detta fornminne      |
| Ganthem 4:1     | Husgrund, förhistorisk/medeltida |              | Ganthem, Gotland    |       | 57.523841, 18.597220 | 10092200040001 | Ladda upp en bild av detta fornminne      |
| Ganthem 4:2     | Husgrund, förhistorisk/medeltida |              | Ganthem, Gotland    |       | 57.523583, 18.596941 | 10092200040002 | Ladda upp en bild av detta fornminne      |
| Ganthem 4:3     | Husgrund, förhistorisk/medeltida |              | Ganthem, Gotland    |       | 57.523514, 18.597228 | 10092200040003 | Ladda upp en bild av detta fornminne      |
| Ganthem 6:1     | Stensättning                     |              | Ganthem, Gotland    |       | 57.524763, 18.598250 | 10092200060001 | Ladda upp en bild av detta fornminne      |
| Ganthem 7:1     | Stensättning                     |              | Ganthem, Gotland    |       | 57.525424, 18.599291 | 10092200070001 | Ladda upp en bild av detta fornminne      |
| Ganthem 7:2     | Stensättning                     |              | Ganthem, Gotland    |       | 57.525280, 18.599168 | 10092200070002 | Ladda upp en bild av detta fornminne      |
| Ganthem 11:1    | Husgrund, förhistorisk/medeltida |              | Ganthem, Gotland    |       | 57.512514, 18.589323 | 10092200110001 | Ladda upp en till bild av detta fornminne |
| Ganthem 11:2    | Husgrund, förhistorisk/medeltida |              | Ganthem, Gotland    |       | 57.512461, 18.589965 | 10092200110002 | Ladda upp en bild av detta fornminne      |
| Ganthem 12:1    | Gravfält                         |              | Ganthem, Gotland    |       | 57.510335, 18.579139 | 10092200120001 | Ladda upp en bild av detta fornminne      |
| Ganthem 13:1    | Gravfält                         |              | Ganthem, Gotland    |       | 57.507689, 18.576483 | 10092200130001 | Ladda upp en bild av detta fornminne      |
| Ganthem 14:1    | Gravfält                         |              | Ganthem, Gotland    |       | 57.509533, 18.603201 | 10092200140001 | Ladda upp en bild av detta fornminne      |
| Ganthem 16:1    | Gravfält                         |              | Ganthem, Gotland    |       | 57.488925, 18.565536 | 10092200160001 | Ladda upp en bild av detta fornminne      |
| Ganthem 17:1    | Husgrund, förhistorisk/medeltida |              | Ganthem, Gotland    |       | 57.489061, 18.568995 | 10092200170001 | Ladda upp en bild av detta fornminne      |
| Ganthem 18:1    | Stensättning                     |              | Ganthem, Gotland    |       | 57.497442, 18.557699 | 10092200180001 | Ladda upp en bild av detta fornminne      |
| Ganthem 20:1    | Husgrund, förhistorisk/medeltida |              | Ganthem, Gotland    |       | 57.493198, 18.578948 | 10092200200001 | Ladda upp en bild av detta fornminne      |
| Ganthem 20:2    | Husgrund, förhistorisk/medeltida |              | Ganthem, Gotland    |       | 57.493569, 18.578849 | 10092200200002 | Ladda upp en bild av detta fornminne      |
| Ganthem 21:1    | Husgrund, förhistorisk/medeltida |              | Ganthem, Gotland    |       | 57.485237, 18.576073 | 10092200210001 | Ladda upp en bild av detta fornminne      |
| Ganthem 22:1    | Fornborg                         |              | Ganthem, Gotland    |       | 57.477861, 18.576295 | 10092200220001 | Ladda upp en till bild av detta fornminne |
| Ganthem 22:2    | Stensättning                     |              | Ganthem, Gotland    |       | 57.478156, 18.576280 | 11000000000978 | Ladda upp en bild av detta fornminne      |
| Ganthem 23:1    | Stensättning                     |              | Ganthem, Gotland    |       | 57.524863, 18.610974 | 10092200230001 | Ladda upp en bild av detta fornminne      |
| Ganthem 24:1    | Röse                             |              | Ganthem, Gotland    |       | 57.488925, 18.566544 | 10092200240001 | Ladda upp en bild av detta fornminne      |
| Ganthem 26:1    | Husgrund, förhistorisk/medeltida |              | Ganthem, Gotland    |       | 57.505062, 18.599637 | 10092200260001 | Ladda upp en bild av detta fornminne      |
| Ganthem 26:2    | Husgrund, förhistorisk/medeltida |              | Ganthem, Gotland    |       | 57.505018, 18.599973 | 10092200260002 | Ladda upp en bild av detta fornminne      |
| Ganthem 26:3    | Husgrund, förhistorisk/medeltida |              | Ganthem, Gotland    |       | 57.504746, 18.599726 | 10092200260003 | Ladda upp en bild av detta fornminne      |
| Ganthem 27:1    | Stensättning                     |              | Ganthem, Gotland    |       | 57.503904, 18.596079 | 10092200270001 | Ladda upp en bild av detta fornminne      |
| Ganthem 28:1    | Gravfält                         |              | Ganthem, Gotland    |       | 57.513337, 18.580769 | 10092200280001 | Ladda upp en bild av detta fornminne      |
| Ganthem 29:1    | Röse                             |              | Ganthem, Gotland    |       | 57.510174, 18.609566 | 10092200290001 | Ladda upp en bild av detta fornminne      |
| Ganthem 33:1    | Stensättning                     |              | Ganthem, Gotland    |       | 57.518108, 18.548719 | 10092200330001 | Ladda upp en bild av detta fornminne      |
| Ganthem 34:1    | Stensättning                     |              | Ganthem, Gotland    |       | 57.471126, 18.632331 | 10092200340001 | Ladda upp en bild av detta fornminne      |
| Ganthem 34:2    | Stensättning                     |              | Ganthem, Gotland    |       | 57.471435, 18.632124 | 10092200340002 | Ladda upp en bild av detta fornminne      |
| Ganthem 36:1    | Stensättning                     |              | Ganthem, Gotland    |       | 57.523147, 18.592486 | 10092200360001 | Ladda upp en bild av detta fornminne      |
| Ganthem 36:2    | Stensättning                     |              | Ganthem, Gotland    |       | 57.523274, 18.592665 | 10092200360002 | Ladda upp en bild av detta fornminne      |
| Ganthem 36:3    | Stensättning                     |              | Ganthem, Gotland    |       | 57.523049, 18.592295 | 10092200360003 | Ladda upp en bild av detta fornminne      |
| Ganthem 36:4    | Stensättning                     |              | Ganthem, Gotland    |       | 57.522997, 18.592162 | 10092200360004 | Ladda upp en bild av detta fornminne      |
| Ganthem 43:1    | Stensättning                     |              | Ganthem, Gotland    |       | 57.470553, 18.619516 | 10092200430001 | Ladda upp en bild av detta fornminne      |
| Ganthem 44:1    | Stensättning                     |              | Ganthem, Gotland    |       | 57.470985, 18.616619 | 10092200440001 | Ladda upp en bild av detta fornminne      |
| Ganthem 46:1    | Stensättning                     |              | Ganthem, Gotland    |       | 57.478433, 18.615576 | 10092200460001 | Ladda upp en bild av detta fornminne      |
| Ganthem 48:1    | Stensättning                     |              | Ganthem, Gotland    |       | 57.480602, 18.587843 | 10092200480001 | Ladda upp en bild av detta fornminne      |
| Ganthem 53:1    | Gravfält                         |              | Ganthem, Gotland    |       | 57.497543, 18.569266 | 10092200530001 | Ladda upp en bild av detta fornminne      |
| Ganthem 55:1    | Stenkrets                        |              | Ganthem, Gotland    |       | 57.475267, 18.590644 | 10092200550001 | Ladda upp en bild av detta fornminne      |
| Ganthem 55:2    | Grav markerad av sten/block      |              | Ganthem, Gotland    |       | 57.475232, 18.590631 | 10092200550002 | Ladda upp en bild av detta fornminne      |
| Ganthem 64:1    | Stensättning                     |              | Ganthem, Gotland    |       | 57.514228, 18.581765 | 10092200640001 | Ladda upp en bild av detta fornminne      |
| Ganthem 64:2    | Stensättning                     |              | Ganthem, Gotland    |       | 57.514237, 18.581612 | 10092200640002 | Ladda upp en bild av detta fornminne      |
| Ganthem 64:3    | Stensättning                     |              | Ganthem, Gotland    |       | 57.514279, 18.581404 | 10092200640003 | Ladda upp en bild av detta fornminne      |
| Ganthem 66:1    | Hällristning                     |              | Ganthem, Gotland    |       | 57.522564, 18.565938 | 11100000000815 | Ladda upp en bild av detta fornminne      |
| Norrlanda 176:1 | Stensättning                     |              | Ganthem, Gotland    |       | 57.488300, 18.611719 | 10095401760001 | Ladda upp en bild av detta fornminne      |
| Norrlanda 176:2 | Stensättning                     |              | Ganthem, Gotland    |       | 57.488403, 18.611846 | 10095401760002 | Ladda upp en bild av detta fornminne      |
| Norrlanda 176:3 | Stensättning                     |              | Ganthem, Gotland    |       | 57.488501, 18.611835 | 10095401760003 | Ladda upp en bild av detta fornminne      |